# Temple évangélique de Fasor
Le Temple évangélique de Fasor (en hongrois : Fasori evangélikus templom) est un temple luthérien situé dans le 7e arrondissement de Budapest. 